# Поруватий кремній
Поруватий кремній — наноматеріал, виготовлений з моно або полікристалічного кремнію шляхом електрохімічного травлення.
Найважливішою характеристикою пористого кремнію, яка визначає більшість його фізичних параметрів, є ступінь пористості або пористість (П).
Вона визначається формулою:
П = {\displaystyle {\rho _{Si}-\rho _{por}} \over \rho _{Si}}
де ρSi і ρpor-Si — щільності монокристалічного та пористого кремнію відповідно.
В даний час (2005 рік) значення пористості можуть варіюватися від 5 до 95 %.
Ступінь пористості зразка визначається зазвичай гравіметричним методом (зважуванням). Визначення пористості цим методом проводиться в три етапи:
1. Зважування монокристалічної кремнієвої пластини;
2. Витравлювання на ній пористого шару і зважування отриманого зразка;
3. Видалення пористого шару шляхом стравлювання його з кремнієвої підкладки та повторне зважування зразка.

Похибка гравіметричного методу при малих товщинах (до 10 мкм) пористого шару і великих пористостях (більше 70 %) може досягати 15-20 %. Більше того, використання такого контролю ступеня пористості призводить до руйнування зразка, так як пористий шар в процесі вимірювань з нього віддаляється.